# Screaming Tea Party
Screaming Tea Party（スクリーミング・ティー・パーティー）は、イギリスのロックバンド。ロンドンにて2006年に結成。

## メンバー
- Koichi Yamanoha（コウイチ・ヤマノハ） ボーカル、ベース
- Niiyan（ニイヤン） ギター
- Nell Eu（ネル・イーユー） ドラム、ボーカル

## 概要
2005年に渡英したYamanohaとNiiyanがColamonacoとロンドンで出会い、Screaming Tea Party（スクリーミング・ティー・パーティー）を結成。
- 2006年 BBCのラジオ番組にて3曲をライブ演奏した際に、英インデペンド誌に「彼らのステージは混沌と美だ」と評価され話題になる。
- 2007年1月、ミニアルバム「Death Egg」をインディレーベル、Stolen Recordingsからリリース。10月にはシングル「Holy Disaster」をリリースするもColamonacoがバンドを脱退。
- 2008年1月、Nell Euが加入。ブライトン出身のバンド、ザ・ゴー!チーム(The Go!Team)とイギリスツアーに参加。
- 2008年9月、7曲入りのEP「Golden Blue」をリリース。NME誌の評価では「レナード・コーエンがヘリウムを吸った様なワルツ」と評される。
- 2009年1月、日本では2つのミニアルバムが合併されたアルバムがバウンディから発売される。
- 2009年3月、ニューヨークでツアーを行った後、テキサスで行われたサウス・バイ・サウス・フェスティバルに参加。
- 2010年9月, バンドはエセックスで行われたオフセット・フェスティバルを最後に解散する。

## ディスコグラフィ

### シングル
1. "Between Air and Air"（2006年）
2. "Holy Disaster" (2007年)
3. "I'd Rather Be Stuck On The Stair Rail" (2008年)

### ミニアルバム
1. "Death Egg" (2007年)
2. "Golden Blue" (2008年)

### アルバム
1. "Death Egg/Golden Blue" (2008年)

### オムニバス
1. "Stolen Recordings Compilation 2" (2007年)
2. "Sexbeat Compilation" (2008年)
3. "World Penguin’s Carnival 2010" (2010年)

### アナログ盤
1. "Death Egg" (2007年)

### カセットテープ
1. "Black Box" (2010年)